# Osiedle Nowobramskie (Koszalin)
Osiedle Nowobramskie (do 1945 niem. Neuetor Vorstadt) – zachodnia część miasta Koszalina, przebiega przez nią droga krajowa nr 6. 

## Wiadomości ogólne
Obszar Osiedla Nowobramskiego do 2005 nosił nazwę Przedmieścia Księżnej Anny. W 2004 przeprowadzono konsultacje z mieszkańcami, na podstawie których ustalono zmianę nazwy na Osiedle Nowobramskie. Nazwa ta jest tłumaczeniem historycznego określenia "Neuetor Vorstadt", które było używane do 1945.
Osiedle Nowobramskie posiada funkcję przemysłowo-mieszkaniową, z przewagą tej pierwszej. Obszarem mieszkalnym jest część centralna obejmująca zabudowę jednorodzinną przy ulicach Szarych Szeregów, Zacisze, Miła, Brzozowa i częściowo Mieszka I oraz część wschodnia pomiędzy ulicami Żeglarską, Franciszkańską, Energetyków i Morską. W zachodniej części osiedla znajdują się tereny przemysłowe, gdzie zlokalizowano obszar będący podstrefą Słupskiej Specjalnej Strefy Ekonomicznej, zakład karny i schronisko dla bezdomnych zwierząt oraz od 1 stycznia 2023 znajdują się tereny zabudowy jednorodzinnej i szeregowej, obszar znalazł się w obrębie osiedla wskutek zmian granic, tj. włączenia części sołectwa Stare Bielice do Miasta Koszalina. Na Osiedlu Nowobramskim znajdują się również siedziby przedsiębiorstw NordGlass, Schwarte, Dźwigbet, Ar-Bet, Agroma i innych. Przy ulicy Bohaterów Warszawy mieści się Koszalińskie Centrum Kształcenia i Hala Kupiecka. 

## Obiekty historyczne
- Przy ulicy Morskiej 15 znajduje się pochodzący z początku XX wieku tzw. dworek kasztelański, początkowo był to obiekt parterowy z poddaszem, elewacja frontowa posiada boniowanie, nad wejściem wydatny ryzalit[5].

- Posesję przy ulicy Morskiej 17 zajmuje wybudowany w 1896 przez Juliusa Josepha młyn Paula Heisiga razem z pięciokondygnacyjnym spichlerzem. Początkowo był to młyn parowy, który mógł mielić 100 ton zboża na dobę. W 1916 zamieniono napęd na elektryczny, a jego wydajność wzrosła trzykrotnie. Obiekt przetrwał bez uszczerbku do 1946, kiedy to opuszczający miasto Rosjanie zdemontowali wszystkie urządzenia młynarskie. Obecnie mieści magazyny i sklep Zakładów Zbożowo-Młynarskich "Stoisław"[5]. Zespół młyna znajduje się w Wykazie obiektów ujętych w gminnej ewidencji zabytków miasta Koszalina poz. 116[6]